# Дрю, Джордж Александр
Джордж Александр Дрю (англ. George Alexander Drew) — канадский политик, глава прогрессивно-консервативной партии Канады в 1948—1956 годы, член парламента Канады в 1948—1957 годы, премьер-министр Онтарио в 1943—1948 годы. Компаньон ордена Канады.

## Биография
Джордж Александр Дрю получил серьёзную травму во время Первой мировой войны. По завершении лечения он посещал Осгуд Холл. В 1920 году он основал юридическую практику в родном Гуэлфе, а в 1925 году стал мэром города. В 1929 году Дрю стал магистром Верховного суда Онтарио.
22 декабря 1967 года Дрю стал компаньом ордена Канады за работу в правительстве.

## Политическая карьера
В 1938 году Дрю стал главой прогрессивно-консервативной партии Онтарио. В 1943 году он привёл партию к победе на провинциальных выборах и стал премьер-министром Онтарио. Кроме того, он был министром образования провинции. После его ухода консерваторы управляли провинцией ещё до 1980-х годов.
В 1948 году Дрю вышел на федеральный уровень. Он стал лидером прогрессивно-консервативной партии Канады и дважды участвовал с ней в федеральных выборах (1949 и 1953 годы). Дрю не смог выиграть выборы, его партия оба раза оставалась официальной оппозицией. В 1956 году Дрю покинул пост главы партии.
В 1957 году Дрю был назначен Верховным комиссаром Канады в Лондоне.